# 司他夫定
司他夫定（英語：Stavudine）也稱為 d4T，是預防及治療愛滋病的抗反轉錄病毒藥物，主要市售藥名為滋利特（英語：Zerit） 。一般推薦和其他抗反轉錄病毒藥物一起使用，在受到針扎傷害或其他潛在暴露後使用可預防患病；但本品並非第一線藥物。給藥方式為口服。
常見的副作用有頭痛、腹瀉、嘔吐、起紅疹及出現週邊神經疾病。嚴重的副作用有乳酸性酸中毒、胰腺炎及肝腫大。一般不建議在懷孕中使用。本品屬於核苷酸類逆轉錄酶抑制劑（NRTI）。
早在 1966 年就留有司他夫定最早的文字記述，1994 年，此藥在美國通過核准使用，現已有學名藥問世。在發展中國家，司他夫定的單月批發價為 1.86~5.40 美元。考量到本品的副作用，世界衛生組織現在越來越不推薦使用此藥。

## 附註
1. ↑  . European Medicines Agency (EMA).   [13 October 2020]. （原始内容存档于2022-08-19）.
2. ↑  . DailyMed. 21 September 2019  [13 October 2020]. （原始内容存档于2020-10-15）.
3. 1 2 3 4 5 6 7 8 9 10  . www.drugs.com.   [2016-11-09]. （原始内容存档于2016-11-10）.
4. ↑  Fischer, Janos; Ganellin, C. Robin. . John Wiley & Sons. 2006: 505  [2019-09-30]. ISBN 9783527607495. （原始内容存档于2021-02-07） （英语）.
5. ↑  . International Drug Price Indicator Guide.   [30 November 2016]. （原始内容存档于2020-06-11）.
6. ↑  Magula, N; Dedicoat, M. . The Cochrane Database of Systematic Reviews. 28 January 2015, 1: CD007497. PMID 25627012. doi:10.1002/14651858.CD007497.pub2.